# شابونو

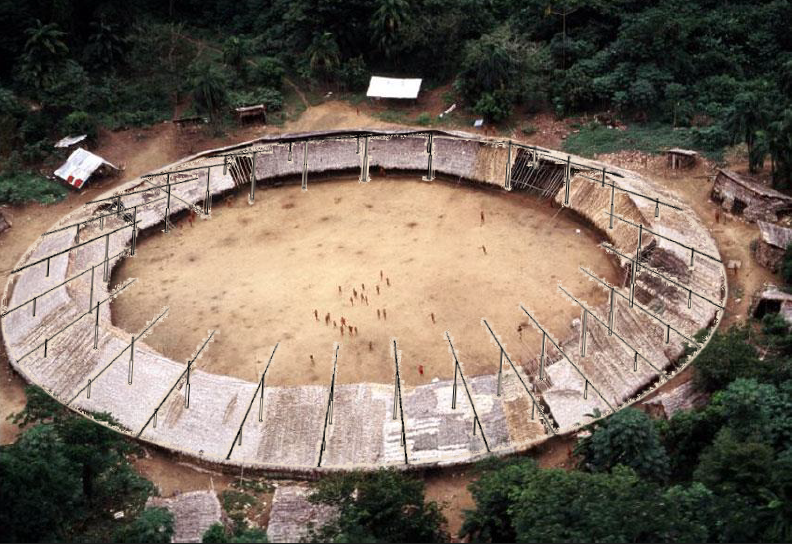

شابونو نام اقامتگاه‌هایی است که در جنگل‌های آمریکای جنوبی بومیان در آن‌ها زندگی می‌کنند. دهکده‌های دواری هستند که سقف آنها از برگ و پوشال نخل ساخته می‌شوند که ساکنین آن اکثراً سرخپوستان یانوماما ونزوئلا و برزیل هستند. جمعیت افرادی که در این کلاتها زندگی می‌کنند بین ۶۰ تا ۱۰۰ نفر می‌باشد. ساکنین ایلاتی به شیوه ییلاق و قشلاق در فصل باران شابونوهای خود را گاهی به منظور دستیابی به باغات میوه نیمه وحشی عوض می‌کنند.
دین و آیین مردم ساکن شابونوها شمنیسم است و به ارواح جنگل و توتمهای خاص خودشان اعتقاد دارند و از گردی سکرآور و توهم زا به نام (اپنا) در مراسم آیینی خود مثل انفیه استفاده می‌کنند.